# Елизаветовка (Акимовский район)
Елизаветовка (укр. Єлизаветівка) — село,
Новоданиловский сельский совет,
Акимовский район,
Запорожская область,
Украина.
Код КОАТУУ — 2320382407. Население по переписи 2001 года составляло 66 человек .

## Географическое положение
Село Елизаветовка находится на правом берегу реки Большой Утлюк,
выше по течению на расстоянии в 1 км расположено село Анновка.
Река в этом месте пересыхает.

## История
- 1840-е годы — дата основания.